# Duinvaaggronden
Een duinvaaggrond is een bodemtype binnen het Nederlandse systeem van bodemclassificatie en behoort tot de xerovaaggronden. Deze hoge zandgronden komen voor in de duinen langs de kust en in stuifzanden in het binnenland. Duinvaaggronden vertonen, afgezien van een schrale bouwvoor, een micropodzol of enkele humeuze laagjes, weinig tekenen van bodemvorming. Op de zandkorrels bevindt zich een dun laagje ijzerhoudend materiaal (ijzerhuidjes). In hoge stuifzandkopjes en duinen kunnen de ijzerhuidjes tot op grote diepte voorkomen.
In uitgestoven laagtes in het Pleistocene zandlandschap, komen ijzerarme nattere zandgronden voor, de vlakvaaggronden. Deze gronden hebben de lichtgrijze kleur van schoon zand en geen ijzerhuidjes op de zandkorrels.

## Schematische profielbeschrijving
De onderstaande tabel omvat een schematische uiteenzetting van het bodemprofiel van een duinvaag.
| Horizont | Diepte    | Omschrijving |
| -------- | --------- | --- |
| BC       | 0–25 cm   | leemarm, matig fijn zand met bovenin grijze vlekken; daarnaast grijsbruine tot bruine vlekken met humus rondom de zandkorrels (zwak ontwikkelde micropodzol)                                                                             |
| C        | 25–98 cm  | grijsbruin leemarm, matig fijn zand; sterk gelaagd, de laagjes zijn overwegend zeer humusarm; ijzerhuidjes op de zandkorrels; onderin een overgang naar een overstoven profiel (vanaf de 2Eb horizont)                                   |
| 2Eb      | 98–106 cm | grijs, matig humusarm en leemarm, matig fijn zand; op de grens van de Eb en Bhsb een goed herkenbare ijzerband |
| 2Bhsb    | > 106 cm  | donker roodbruin, matig humeus, leemarm, matig fijn zand met lichtgrijze humusarme loodzandvlekken; in het donkere gedeelte komen ijzer- en humushuidjes voor op de zandkorrels; in de lichtgrijze vlekken zijn de zandkorrels gebleekt. |